# Limnebius discolor
Limnebius discolor är en skalbaggsart som beskrevs av Thomas Casey 1900. Limnebius discolor ingår i släktet Limnebius och familjen vattenbrynsbaggar. Inga underarter finns listade i Catalogue of Life.